# 諾瓦基

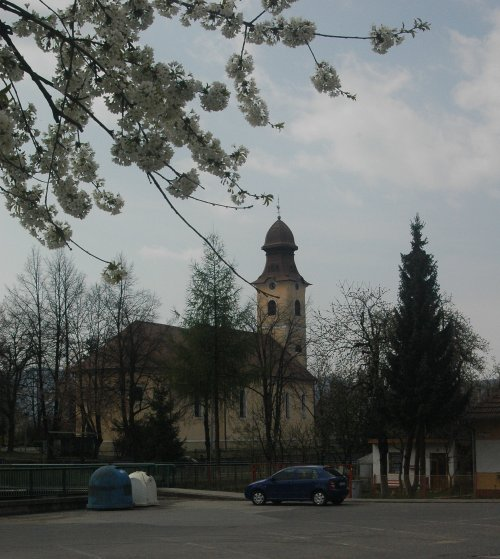

諾瓦基是斯洛伐克的城鎮，位於該國西部，由特倫欽州負責管轄，面積19.29平方公里，海拔高度244米，2005年人口4,424，其中七成居民信奉羅馬天主教。

## 外部連結
- Town website （页面存档备份，存于）